# Köpfchen (Odenwald)

## Beschreibung
Das Köpfchen ist ein 571 m ü. NHN hoher bewaldeter Berg im Odenwald im Westen der Gemarkung Reisenbach der Gemeinde Mudau im baden-württembergischen Neckar-Odenwald-Kreis. Rund 700 m nordwestlich des Köpfchens befindet sich der Salzlackenkopf (577,7 m), gut 1 km östlich der Hart (580,8 m) mit dem Fernmeldeturm Reisenbach. Die Landesgrenze nach Hessen verläuft etwa 600 m nordöstlich des Gipfels. 
Das Köpfchen hat etwa einen Kilometer im Nordnordosten auf dem Höhenrücken Gebrannter Buckel einen knapp über 553,1 m ü. NHN hohen Nebengipfel, der die Verbindung zum rund zweieinhalb Kilometer entfernten Schildenberg (552,3 m) herstellt und der nach Nordosten im Lichtewald steil und tief in den Talkessel des Galmbachs am Forsthaus Eduardsthal abfällt.